# 荒川村 (埼玉県)
荒川村（あらかわむら）は、かつて埼玉県の南西部、秩父郡に位置していた村である。2005年4月1日、秩父市・吉田町・大滝村と合併し、新たに秩父市となった。
村のキャッチフレーズは「しだれ桜とそばの里」。秩父山地が村の大半を占める。村名の通り、村の中央部を荒川が流れる。観光名所やスポットも多く、観光客が多く訪れる。

## 地理
- 山: 城山、熊倉山、酉谷山、矢岳
- 川: 荒川、浦山川、安谷川、谷津川
- 湖: 秩父さくら湖（浦山ダム、荒川水系）

### 隣接していた自治体
- 埼玉県
  - 秩父市
  - 秩父郡
    - 大滝村
    - 小鹿野町
    - 両神村
- 東京都
  - 西多摩郡
    - 奥多摩町

## 歴史

### 沿革
- 1871年（明治4年） - 入間県に所属する[1]。
- 1872年（明治5年） - 大区小区制施行により、第10大区6・7小区に所属する[1]。
- 1873年（明治6年） - 熊谷県に所属する[1]。
- 1876年（明治9年） - 埼玉県に所属する[1]。
- 1879年（明治12年） - 郡区町村編制法施行に伴い、秩父郡に所属する[1]。
- 1889年（明治22年）4月1日 - 町村制施行
  - 上田野村、小野原村、日野村、久那村が合併し中川村が成立する[2]。旧村は中川村の大字となる。
  - 白久村、贄川村が合併し白川村が成立する[3]。旧村は白川村の大字となる。
- 1893年（明治26年）1月18日 - 中川村の一部（旧久那村の大半）が分離し久那村が成立する[4][5]。中川村に残存した大字久那は存続された。
- 1930年（昭和 5年）3月15日 - 秩父鉄道影森 - 三峰口間が開業する。当初から電化されていた。
- 1943年（昭和18年）2月11日 - 中川村、白川村が合併し荒川村となる[4]。村名の由来は地内を流れる荒川に因む。
- 1988年（昭和63年） - 秩父鉄道の急行列車SLパレオエクスプレスが運行開始する。
- 1989年（平成元年） - 西武鉄道から秩父鉄道への直通運転が開始される。
- 1999年（平成11年） - 浦山ダムが竣工する。
- 2005年（平成17年）4月1日 - 秩父市、吉田町、大滝村と合併し新たに秩父市が発足。同日荒川村廃止。

## 行政
歴代村長
| 代        | 氏名     | 就任          | 退任          |
| --------- | -------- | ------------- | ------------- |
| 初代      | 笠原義平 | 1943年3月11日 | 1945年7月10日 |
| 2代       | 福井武夫 | 1945年8月25日 | 1947年2月25日 |
| 3代       | 新井重勝 | 1947年4月5日  | 1951年4月4日  |
| 4 - 5代   | 磯田忠文 | 1951年4月23日 | 1957年1月8日  |
| 6代       | 新井重勝 | 1957年2月11日 | 1961年2月10日 |
| 7 - 9代   | 磯田源一 | 1961年2月11日 | -             |
| 10 - 11代 | 新井博治 | -             | -             |
| 12 - 16代 | 井上巧雄 | -             | -             |
| 17 - 18代 | 宮崎哲夫 | -             | -             |

## 姉妹都市・交流都市
- 荒川区（東京都）
  - 1981年4月25日・姉妹都市提携
- 荒川町（新潟県）⇒2008年4月1日村上市新設により廃止
  - 同名なので、事業交流をしている

## 経済

### 産業
- 主な産業：農林業

## 地域

### 教育
荒川村立（現秩父市立）
- 荒川東小学校
- 荒川西小学校
- 荒川中学校

## 交通

### 鉄道
- 秩父鉄道
  - 秩父本線：浦山口駅 - 武州中川駅 - 武州日野駅 - 白久駅 - 三峰口駅

### 路線バス
- 西武観光バス
- 小鹿野町営バス

花見の里から三峰口駅までの荒川村の広範囲の地域には停留所は存在しない。

### 道路
- 一般国道
  - 国道140号
- 都道府県道
  - 埼玉県道37号皆野両神荒川線
  - 埼玉県道43号皆野荒川線
  - 埼玉県道72号秩父荒川線
  - 埼玉県道210号中津川三峰口停車場線

## 名所・観光スポット・祭事・催事

### 観光地・観光スポット
- 橋立鍾乳洞
- 秩父札所三十四観音霊場
  - 28番：橋立堂
  - 29番：長泉院
  - 30番：法雲寺
- 清雲寺 - 「しだれ桜」で有名。
- 花見の里
- 道の駅あらかわ
- あらかわビジターセンター
- 浦山ダム・秩父さくら湖
  - ネイチャーランド浦山
  - 浦山民俗資料館

### 祭り
- 神明社祭り－神明社、3月15日
- 浅間神社祭り－浅間神社、4月第2日曜日
- 新そば祭り－農村環境改善センター、11月

## 出身有名人
- 桜井賢（ミュージシャン、THE ALFEE）
- 加藤明美（ホッケー選手）
- 井上純一（スケート選手）